# Edificio Reforma 222 Torre 1

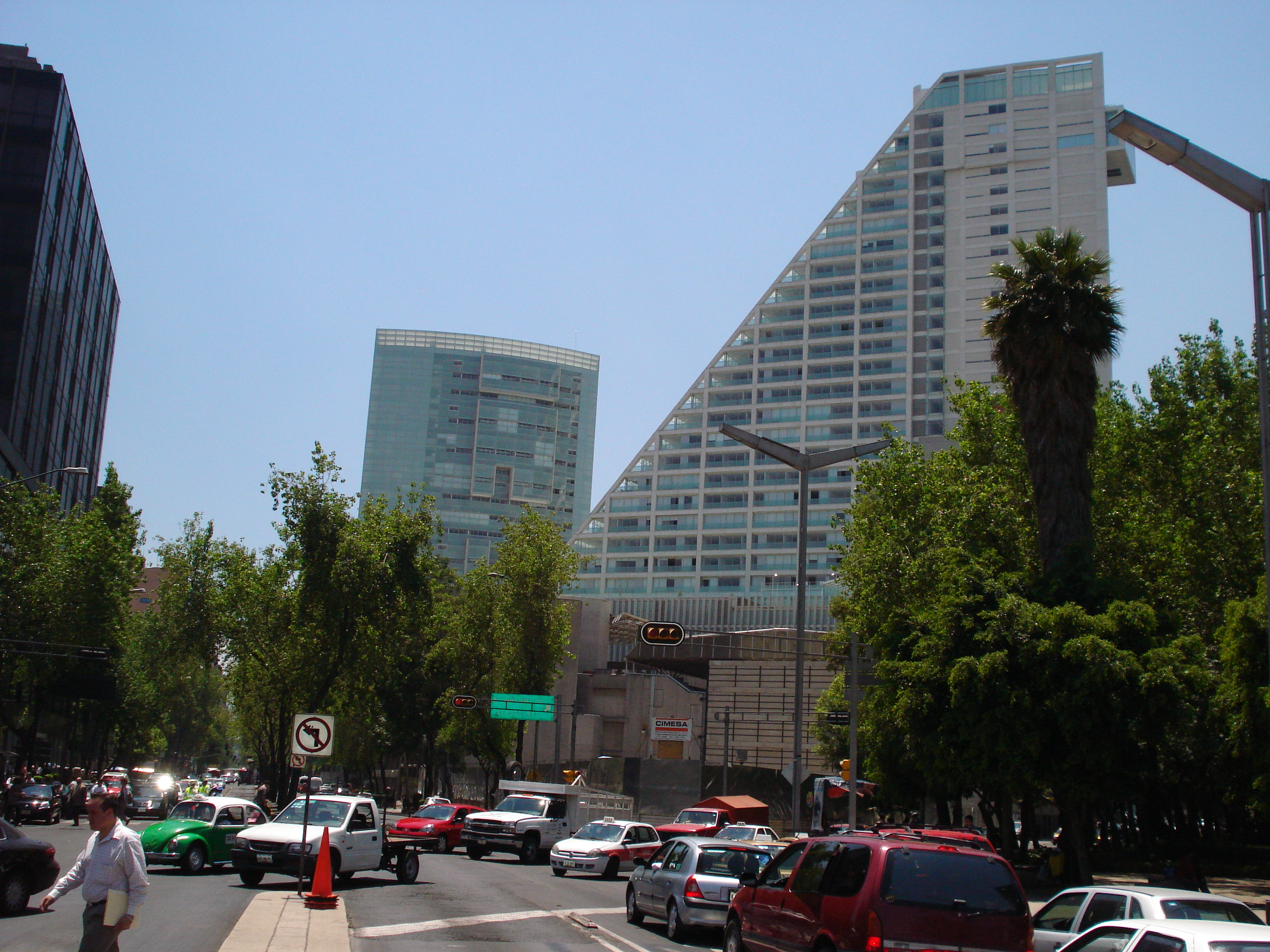
Torre 1 Reforma 222 y la torre 3.

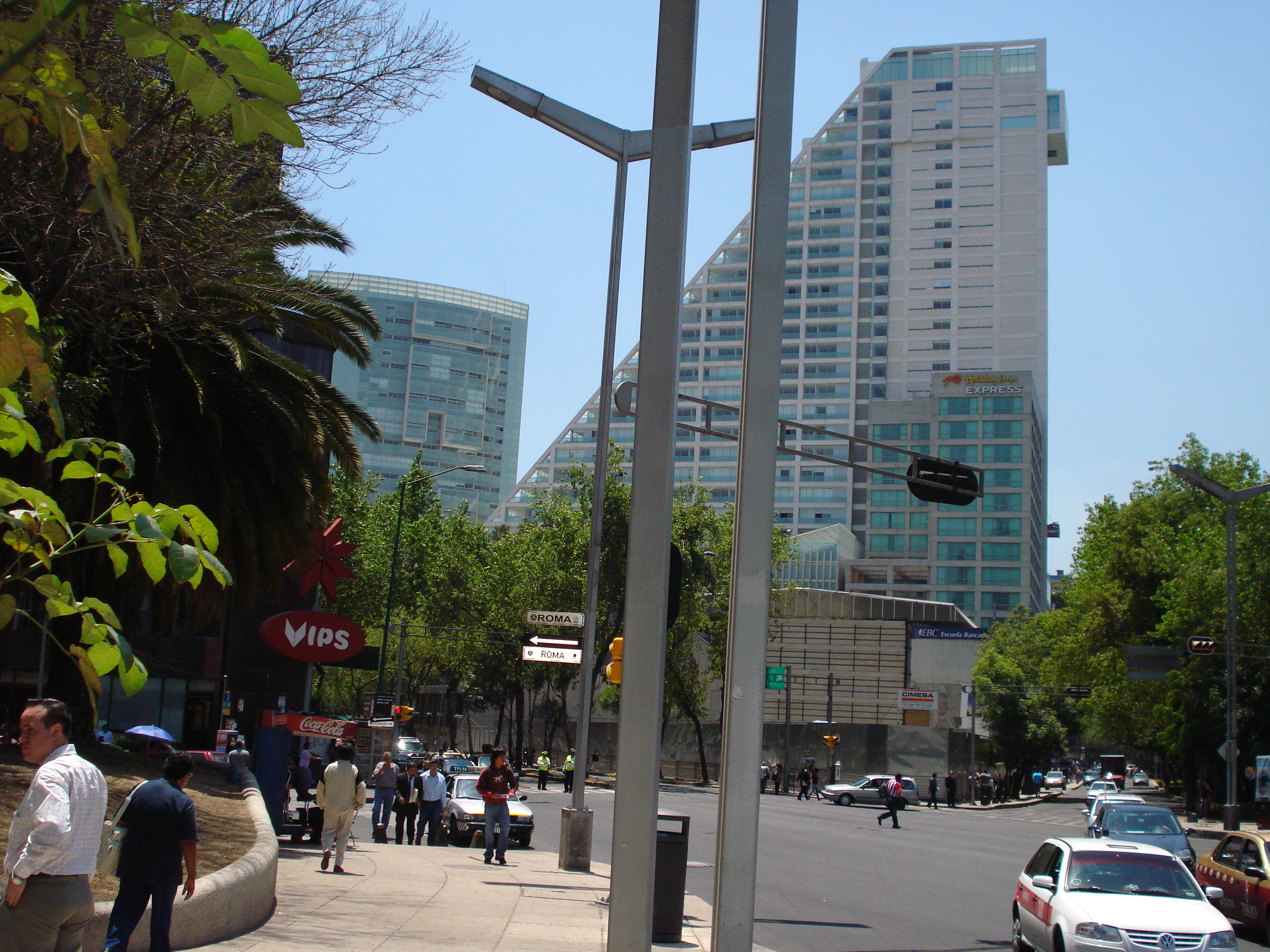
Reforma 222.

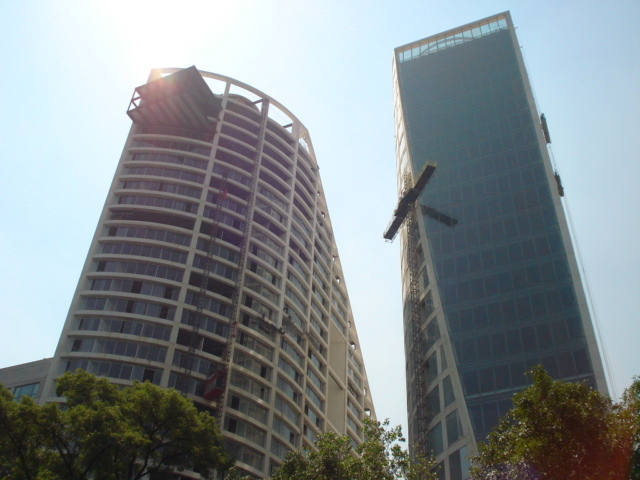
Reforma 222 Torre 1 a la izquierda, a la derecha Torre 2 Reforma 222.

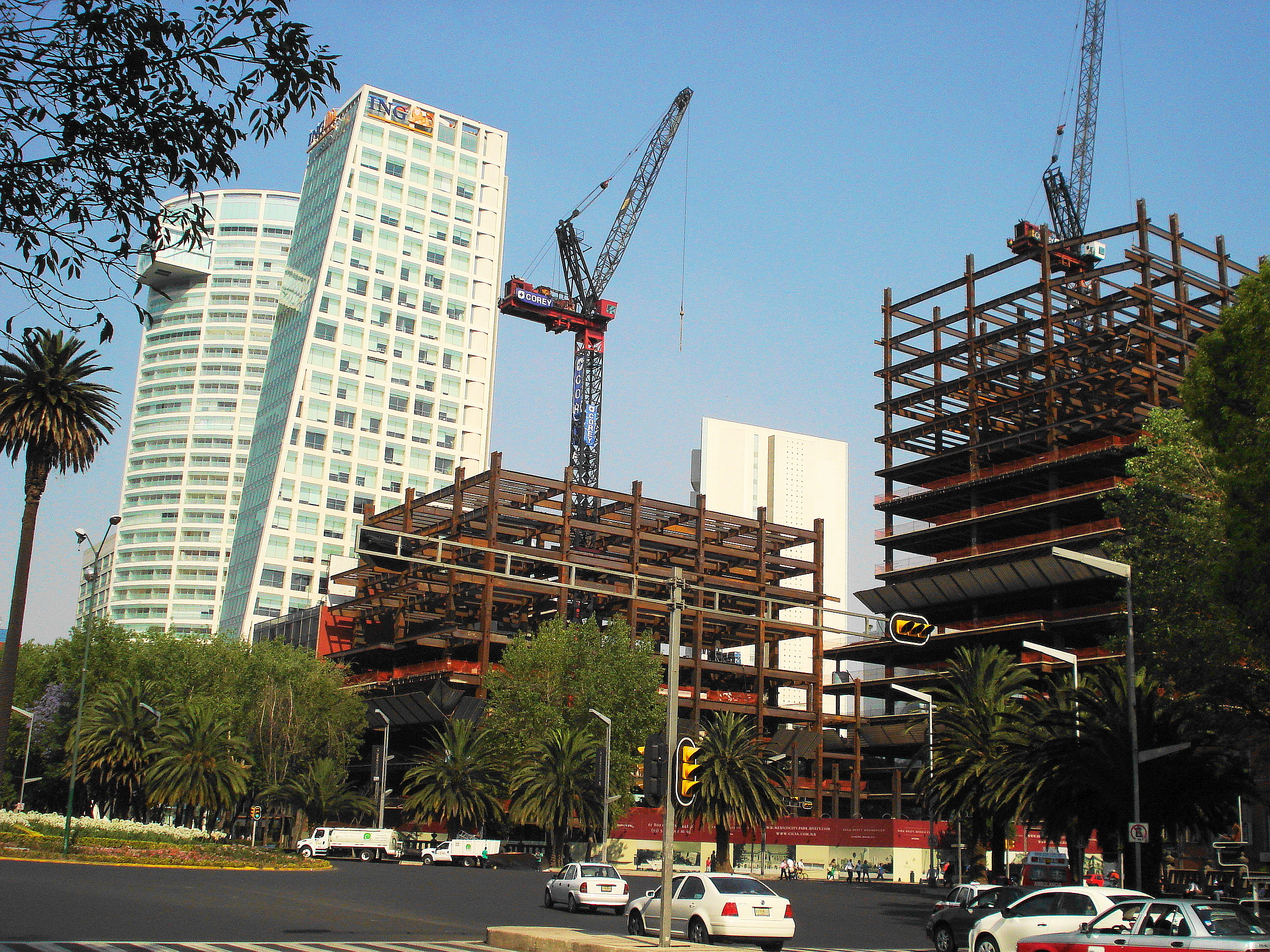
Complejo Reforma 222 en abril de 2009.

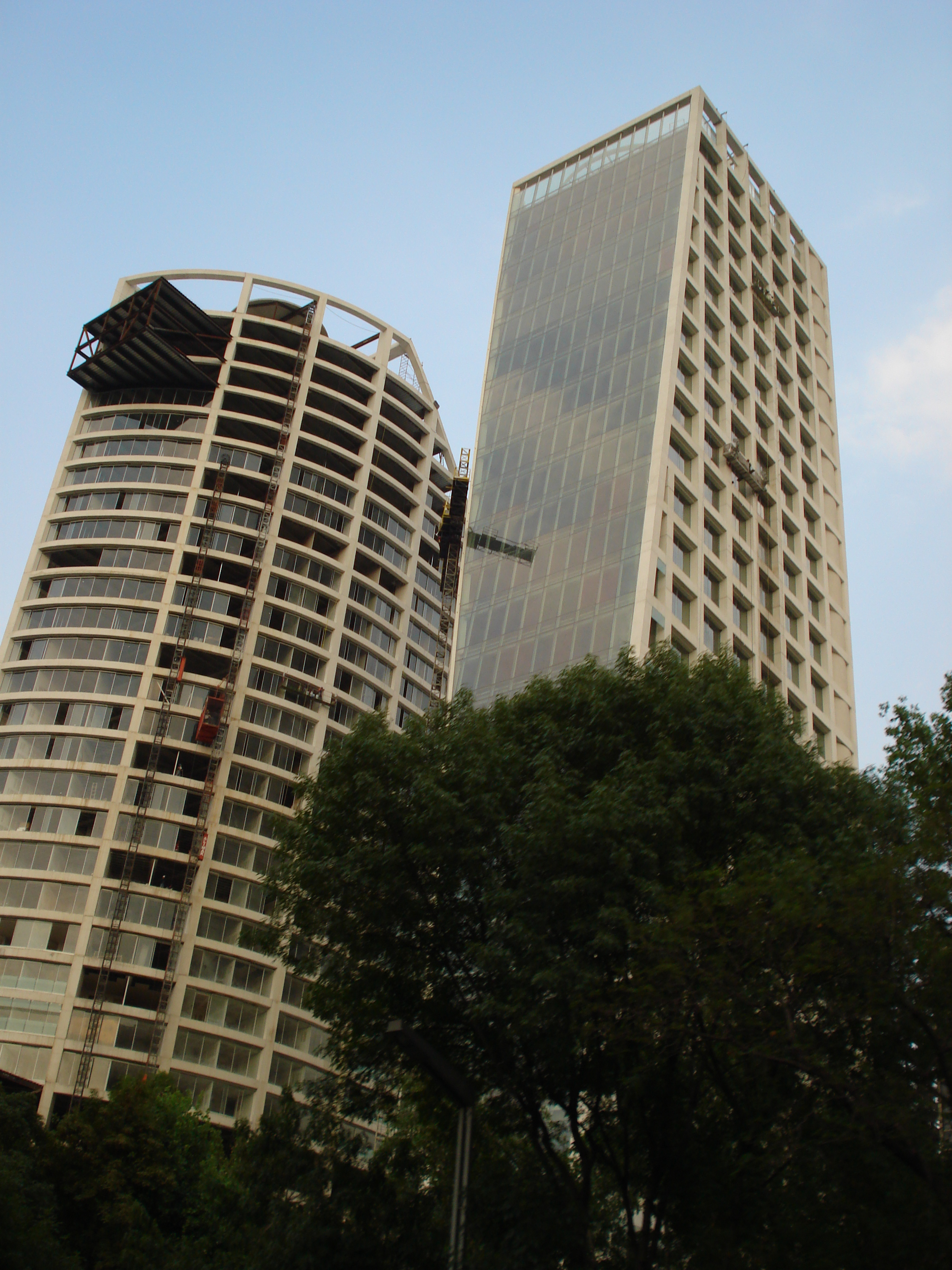
Reforma 222 Torre 1 a la izquierda, a la derecha Torre 2 Reforma 222.

La Torre Reforma 222 es un edificio ubicado dentro del complejo Reforma 222 en Avenida Paseo de la Reforma #222, Colonia. Juárez, Delegación Cuauhtémoc en la Ciudad de México, cuenta con 13 elevadores (ascensores), para ser exactos se convirtió en el sexto edificio más alto del paseo de la Reforma y uno de los más modernos del Distrito Federal. El inversionista del proyecto fue Grupo Dahnos.
Cabe destacar que está torre junto con el complejo de Reforma 222 tuvieron un impacto visual en el skyline (panorama urbano) de la Ciudad de México desde el 2007 que fueron terminadas las estructuras, y en especial de la avenida paseo de la Reforma, la razón, la forma de las torres y el color de estas, además las dos torres más altas se convirtieron en uno de los edificios más altos de dicha avenida.

## La forma
- Su altura es de 125.8 m, tiene 31 pisos, con un área total de 41,000 m² y los pisos cuentan con una altura libre de 3,67 m.

- Muchas veces es llamado el edificio en espiral debido a su forma.

- La fachada de la torre consta de una estructura basándose en atiezadores de cristal templado de 20 mm extra-claro, la cual sujeta a una envolvente de cristal doble. La primera capa es de un cristal extra-claro de 4.10 m de altura x 1.60 m de ancho. La segunda capa consta de un vidrio templado con las mismas dimensiones que el primero pero con la peculiaridad se ser un "Low E", el cual controla la emisión de rayos ultravioleta para lograr una fachada sumamente eficiente en cuanto al ahorro de energía, así como el control acústico.

## Detalles Importantes
- Su construcción comenzó en el 2004 y tuvo fin en el 2007, su inauguración fue en 2008

- Edificio Reforma 222 Torre 1 junto con Reforma 222 Financiero y Torre HSBC son los primeros de su tipo en edificios amigables con el medio ambiente en América Latina.

- Cabe destacar que el Edificio Reforma 222 Torre 1 es de los nuevos edificios del Paseo de la Reforma junto con, Reforma 222 Centro Financiero, Torre Magenta, Torre Florencia, Torre HSBC, Torre Libertad, Edificio Reforma 90, Edificio Reforma 243.

- El edificio fue equipado con las más altas normas de seguridad sísmicas, que incluyen 50 amortiguadores sísmicos a lo largo de toda la estructura del edificio, 78 pilotes de acero que penetran a una profundidad de 50 metros, en teoría el edificio puede soportar un terremoto de 8.5 en la escala de Richter, hasta el momento el edificio ha soportado un sismo de 6.6 en la escala de Richter sucedido el 13 de abril del 2007.

- Los materiales que se usaron para construir este edificio son: concreto armado y vidrio.

- Esta a lado del Reforma 222 Centro Financiero y de la Torre 2 Reforma 222..

- Es uno de los edificios más seguros de Latinoamérica.

- El uso exclusivo de esta torre es residencial.

- Cuenta con 5 niveles subterráneos.

- Antiguamente el espacio donde está construido era ocupado por un edificio de 12 pisos.

- Los comercios de la Torre Reforma 222 están organizados a lo largo de una calle techada con cristal.

- En el nivel de calle, múltiples cafés y restaurantes con terrazas y fuentes complementan a las diversas tiendas.

- El primer nivel está destinado a la zona comercial, mientras el tercero, en donde se encuentra el acceso a las 11 salas de cines.

## Edificio Inteligente
El edificio cuenta con una manejadora de aire automática en cada nivel para surtir.
El edificio cuenta con los siguientes sistemas:
- Sistema de Generación y distribución de agua helada ahorrador de energía.
- Sistema de Volumen Variable de Aire (Unidades manejadoras de aire y preparaciones de ductos de alta velocidad en cada nivel de oficinas).
- Sistema de Extracción Sanitarios Generales en cada nivel de oficinas.
- Sistema de ventilación Mecánica de aire automático en estacionamientos,
- Sistema de Extracción Mecánica Cuarto de basura.
- Sistema de Acondicionamiento de Aire automático tipo Mini-Split para cuarto de control, administración, venta y sala de juntas.

Es considerado un edificio inteligente, debido a que el sistema de luz es controlado por un sistema llamado B3, al igual que el de Torre Mayor, Torre Ejecutiva Pemex, World Trade Center México, Torre Altus, Arcos Bosques, Arcos Bosques Corporativo, Torre Latinoamericana, Reforma 222 Centro Financiero, Haus Santa Fe, Edificio Reforma Avantel, Residencial del Bosque 1, Residencial del Bosque 2, Torre del Caballito, Torre HSBC, Panorama Santa fe, City Santa Fe Torre Amsterdam, Santa Fe Pads, St. Regis Hotel & Residences, Torre Lomas.

### Sistema de Detección de Incendios
La torre cuenta con sistemas de detección y extinción automáticos de incendios. Todas las áreas comunes, incluyendo los sótanos de estacionamiento, cuentan con sistema de rociadores y de detectores de humo conectados al sistema central inteligente del edificio. Además, como complemento del sistema se instalaron gabinetes con manguera, con un extintor de polvo químico seco tipo ABC de 6 kg. 

### Sistema de Extracción de Humos
En el cuarto se instalaron:
- Una bomba Jockey para mantener la presión.
- Una bomba con motor eléctrico para el servicio norma.
- Una bomba con motor de combustión interna para el servicio de emergencia.

- Todos los tableros y accesorios para el funcionamiento de los equipos contra incendio son totalmente automáticos y son conectados al sistema inteligente de la torre.

## Datos clave
- Altura- 125 metros.
- Espacio de oficinas - 41,000 metros cuadrados.
- Espacio total - 78,000 m².
- Espacio de departamentos - 1,135 m².
- Pisos- 4 niveles subterráneos de estacionamiento y 31 pisos
- Estructura de concreto reforzado con:
  - 1,860 t de acero.
  - 18,000 m³ de concreto.
  - 41,000 m² de cristal.
  - 50 amortiguadores sísmicos
  - 78 pilotes de concreto y acero
- Condición: 	En Uso.
- Rango: 	
  - En México: 29º lugar, 2011: 52.º lugar
  - En Ciudad de México: 26º lugar, 2011: 38.º lugar
  - En la Avenida el Paseo de la Reforma: 6º lugar, 2011: 7º lugar